# Evakuacija v primeru hurikana
Evakuacija ljudi ob pojavu hurikana je hiter in takojšnji premik stran od ogroženega območja na predvideni poti ciklona, ki ga razglasijo lokalne oblasti. Pri takšnem vremenskem primeru velja za vsakega ogroženega, da v čim krajšem možnem času odide na varno območje, ki je dovolj oddaljeno od ogroženega. Krajevne oblasti v območjih, za katera se predvideva, da jih bo dosegel hurikan (ali pa kateri drugi apokaliptični naravni pojav, vedno ukrepajo z različnimi opozorili. Najpomembnejši del opozoril je sirena, pa tudi radijska in televizijska opozorila.

## Evakuacijske cone
Območja, za katera se ve, da so pogosto v nevarnosti, uporabljajo različne vremenske obveščevalne centre, ki imajo pripravljene evakuacijske ukrepe. V Združenih državah Amerike imajo na Floridi model SLOSH, ki pokriva celotno območje, tako za vodna območja, kot sta jezero ali morje, kot za kopna. Takšen tehnološki sistem je razvila Ameriška zvezna agencija za varnost v nesrečah (FEMA), saj so naredili evakuacijske cone. Na teh območjih se ljudje pripravijo na nevarnost s pričakovanjem na najhujšo možno stopnjo hurikana. Obstajajo tudi evakuacijskim zemljevidi, ki so dostopni javnosti. Na model SLOSH vplivajo podatki: hitrost in smer orkana, visoko plimovanje ter zračni tlak.

## Reakcija ljudi
Predvidevanje dogodkov je vedno težko, še posebej pri vremenu, ki je nepredvidljivo. Kljub predhodnim predvidevanjem vedno do hude vremenske ujme ne pride. Zato nekateri ljudje nevarnosti  ne vzamejo tako resno, predvsem domačini. Dlje ko je oseba živela v ogroženem (obalnem) območju, manj verjetno bo, da bo dejansko zapustila svoj dom. Zaradi kljubovanja oziroma ignoriranja opozoril se pogosto zgodi, da pride do nesreč, včasih tudi s smrtnim izidom. Žalosten primer je iz leta 2005, ko je orkan Katrina zadel velemesto imenovano New Orleans. V ZDA ta dogodek velja kot ena največjih naravnih nesreč v njihovi zgodovini.

## Kdaj je evakuacija nujna
Vsakršno javno opozorilo oblasti je potrebno resno upoštevati. Še posebej, če je dom grajen na poplavnih območjih; dom ni zgrajen iz materialov, primernih za tovrstne vremenske pojave; živite v mobilnem domu (denimo avtodom); ko so lokalne oblasti podale sporočilo za nujno evakuacijo.
Če se človek ne odloči za evakuacijo, je nujno spremljati trenutne vremenske razmere, ker se zelo hitro spreminjajo. Dobro je tudi poznati statistiko hurikana, ki bo zadel ogroženo območje.

## Uporaba sredstev v primeru evakuacije
Zaradi potencialnih zastojev na cesti, avtomobili niso vedno najboljša rešitev. Pri evakuacijah je potrebna dobra komunikacija, tako iz oči v oči, kot prek socialnih omrežij. Le ta imajo lahko zelo velik vpliv na evakuacijo. Če ima skupnost možnost, se pogosto odloči za skupinski prevoz, kar zmanjša zgoščenost vozil na cestah.

## Imena hurikanov
Svetovna meteorološka organizacija je pričela s poimenovanjem hurikanov in tropskih neviht leta 1954. Eni in drugi dobivajo imena po obeh spolih, zanimivo pa je, da se imena orkanov izmenjujejo. Poimenovanje si zaslužijo šele takrat, ko veter razvije normirano jakost (običajno nad 90 km/h), kar pomeni potencialno možnost več neviht v kratkem času ali pa kar naenkrat. Upoštevati je treba, da svetovne države uporabljajo različna poimenovanja, kljub temu pa se večinoma prilagajajo ameriškemu poimenovanju. Različne stopnje orkana pomenijo tudi spremembo v njegovem imenu. Zaradi številnih smrtnih žrtev in hudih posledic, ime Katrina ne bo nikoli več uporabljeno. Nekaj svetovno znanih imen hurikanov: Ivan, Andrew, Sandy, Carla, Juan, Gustav.